# Центральный Кавказ
Центральный Кавказ — наиболее высокая часть горной системы Кавказского хребта между вершинами Эльбрус и Казбек. Все вершины-пятитысячники России расположены в этой части Кавказа. Здесь находится Безенгийская стена. 
На Центральном Кавказе имеются многочисленные ледники, включая самый крупный ледник Кавказа — Безенги, длина которого по состоянию на 1957 г. составляла 17,6 км.